# Reserva Natural del Bosc de la Maçana
La Reserva Natural del Bosc de la Maçana (en francès Réserve Naturelle de la Forêt de la Massane) està situada en el terme comunal d'Argelers de la Marenda, a la comarca del Rosselló, de la Catalunya del Nord.
És reserva natural des del 30 de juliol del 1973. Ocupa una superfície de 335.97 hectàrees, i està compresa entre 600 i 1150 metres sobre el nivell del mar. És un dels anomenats boscos madurs, de gran valor ecològic, tant perquè són escassos a Europa com pels coneixements que aporten sobre el funcionament natural del bosc, coneixements que poden ajudar a millorar la gestió forestal.

## Localització
El bosc de la Maçana, també anomenat "Bosc de les Colomates", es troba als Pirineus Orientals, al cor de l'Albera, al terme comunal d'Argelers de la Marenda. Ocupa una bona part del tram superior de la vall del riu de la Maçana, un petit riu que desemboca a la mar Mediterrània.

## Història de la localització i de la reserva

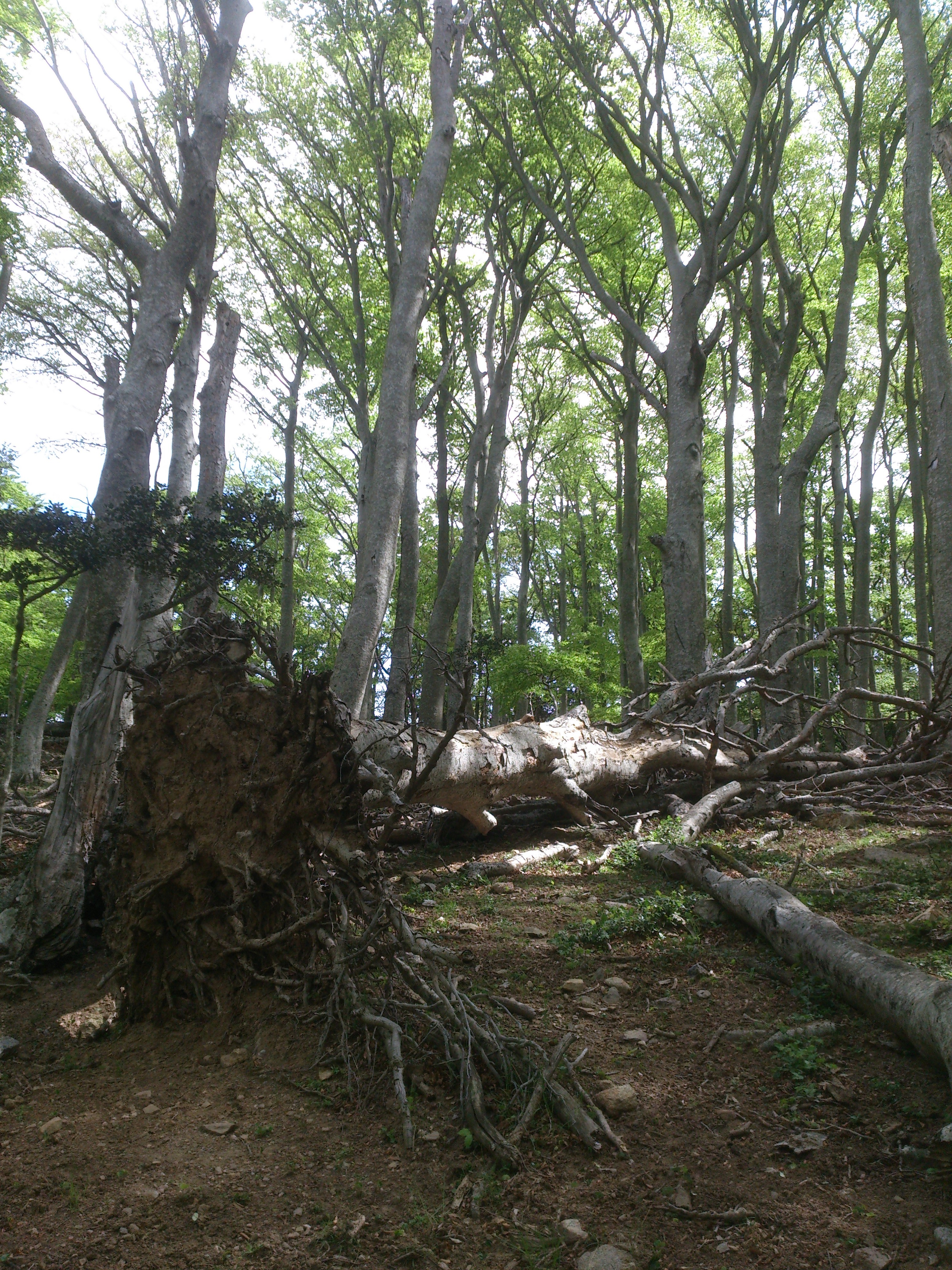
Foto d'un arbre mort

La presència inesperada de faig per sobre dels 600 metres sobre el nivell del mar en el bioma mediterrani ha fet que aquesta zona sigui de gran interès per a molts científics. Un altre fet que ha ajudat a l'estudi i protecció d'aquesta zona és la gran quantitat d'espècies que s'hi poden trobar, tant de flora com de fauna. D'ençà de la fundació del Laboratori Aragó, el 1882, a Banyuls de la Marenda, molts científics s'hi han interessat més, ja que la situació d'aquest laboratori fa més fàcil el seu estudi.
El 1946 uns promotors turístics volien construir una carretera de carena forestal i turística, des d'el Portús fins a Cotlliure. El traçat previst havia de travessar el bosc de la Maçana, però sortosament el projecte quedà aturat al coll dels Tres Faigs. Més tard, a principis dels anys 1960, un programa oficial d'ordenació del territori, Aménagement du Littoral Languedoc-Roussillon, constituïa una nova i greu amenaça per al bosc de la Maçana. L'objectiu d'aquest programa era desenvolupar infraestructures turístiques al litoral de la regió Llenguadoc-Rosselló. Un dels projectes que l'Ajuntament d'Argelers de la Marenda tenia era implantar una residència turística a les Colomates, és a dir, just enmig del bosc de la Maçana. L'ajuntament de l'època ja havia trobat un eslògan: “La Massane, Fontainebleau à 3 kilomètres de la Méditerranée”. Calia, doncs, defensar més activament el bosc de la Maçana.
Uns anys abans, el 1954, per acord entre el Consell Municipal d'Argelers, el Laboratori Aragó, l'Administració forestal i els pastors, fou delimitada una reserva biològica de 10 hectàrees de superfície que era del tot insuficient. A inicis dels anys setanta, una mobilització important dels investigadors del Laboratori Aragó, de les associacions de protecció de la natura i dels pastors va permetre la creació d'una reserva natural de 336 ha (declarada pel Decret de 12 d'agost de 1973). Fou així que la Maçana va esdevenir la primera Reserva Natural dels Països Catalans i la sisena del territori francès.

## Geologia i climatologia de la zona

### Geologia
Les característiques bàsiques de la geologia de la Reserva forestal de la Maçana són les pròpies de la Serra de l'Albera, és a dir, roques metamòrfiques dels Pirineus, pissarres i esquist de marbre i mica, que en conformen la base.

### Climatologia
La climatologia predominant a la Reserva de la Maçana és la típicament mediterrània, però amb un estiu més sec. La resta de l'any, la zona és força humida, amb una mitjana de precipitacions alta. Les temperatures es corresponen amb un clima temperat fred amb gelades relativament freqüents durant l'hivern.

## Diversitat biològica

### Fauna
L'Albera correspon a una mena de cruïlla biogeogràfica amb una gamma d'ambients que la converteixen en un dels llocs amb més biodiversitat de la Mediterrània occidental. Les diverses influències que rep el massís de l'Albera fan possible la presència de fauna mediterrània, euro-siberiana i alpina. El grup faunístic més estudiat és el dels insectes, amb més de 3000 espècies registrades dins la zona.

#### Mamífers
Els mamífers que més freqüenten la Reserva forestal són el teixó (Meles meles), la mostela (Mustela nivalis) i la geneta comuna (Genetta genetta). Cal assenyalar la presència antiga d'un ramat de bovins que forma part de l'ecosistema. Aquest ramat té un paper important en l'estructura i l'evolució dels paisatges (acció mecànica i impacte alimentari), en el manteniment de les zones obertes (prats, landes) i en la conservació d'una fauna íntimament lligada a les vaques (copròfags, paràsits, etc).

#### Avifauna
Entre els ocells que més freqüenten la zona s'hi poden trobar l'àguila daurada (Aquila chrysaetos), el falcó peregrí (Falco peregrinus), el duc (Bubo bubo), la merla blava (Monticola solitarius), entre d'altres.

#### Amfibis i Rèptils
Els amfibis més comuns de la zona són la salamandra comuna (Salamandra salamandra), el gripau comú (Bufo bufo), el llangardaix verd (Lacerta bilienata) i la serp d'escolapi (Elaphe longissima o Zamenis longissimus).

#### Peixos
El peix que estava més representat a la zona era l'anguila (Anguilla anguilla) fins a l'any 1991. Actualment sembla que ha desaparegut de la zona.

#### Invertebrats
Els invertebrats són una de les atraccions principals de la reserva, amb més de 3000 espècies registrades. Entre molts altres, s'hi poden trobar el gran capricorni (Cerambyx cerdo), l'escarabat ermità (Osmodeerma eremita), la Rosalia alpina, entre d'altres.

### Flora

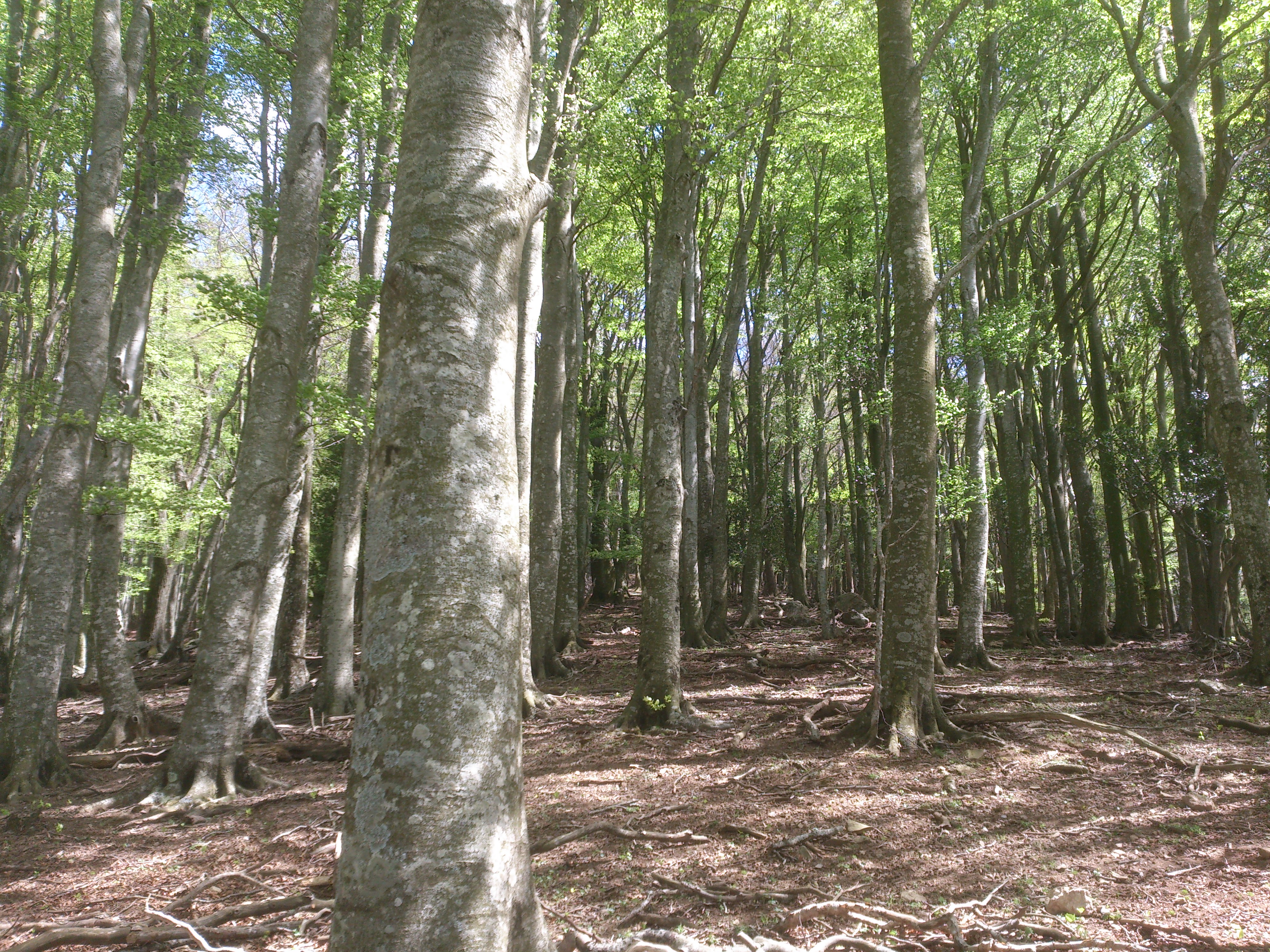
Faigeda del Bosc de la Maçana

La principal espècie arbòria que podem localitzar a la zona és el faig (Fagus sylvatica), que és la que conforma la major part de la Reserva Natural nacional. A més a més, també s'hi poden trobar altres espècies com per exemple el roure martinenc (Quercus pubescens), el boix grèvol (Illex aquifolium), el teix (Taxus baccata), l'auró (Acer campestre) i el freixe (Fraxinus angustifolia). També s'hi poden localitzar diverses espècies de flor, com la campaneta (Campanula hispanica subsp catalaunica), el peu de gat (Antennaria dioica) i l'estepa blanca (Cistus albidus), entre d'altres.

## Factors explicatius de la diversitat biològica

### La continuïtat forestal

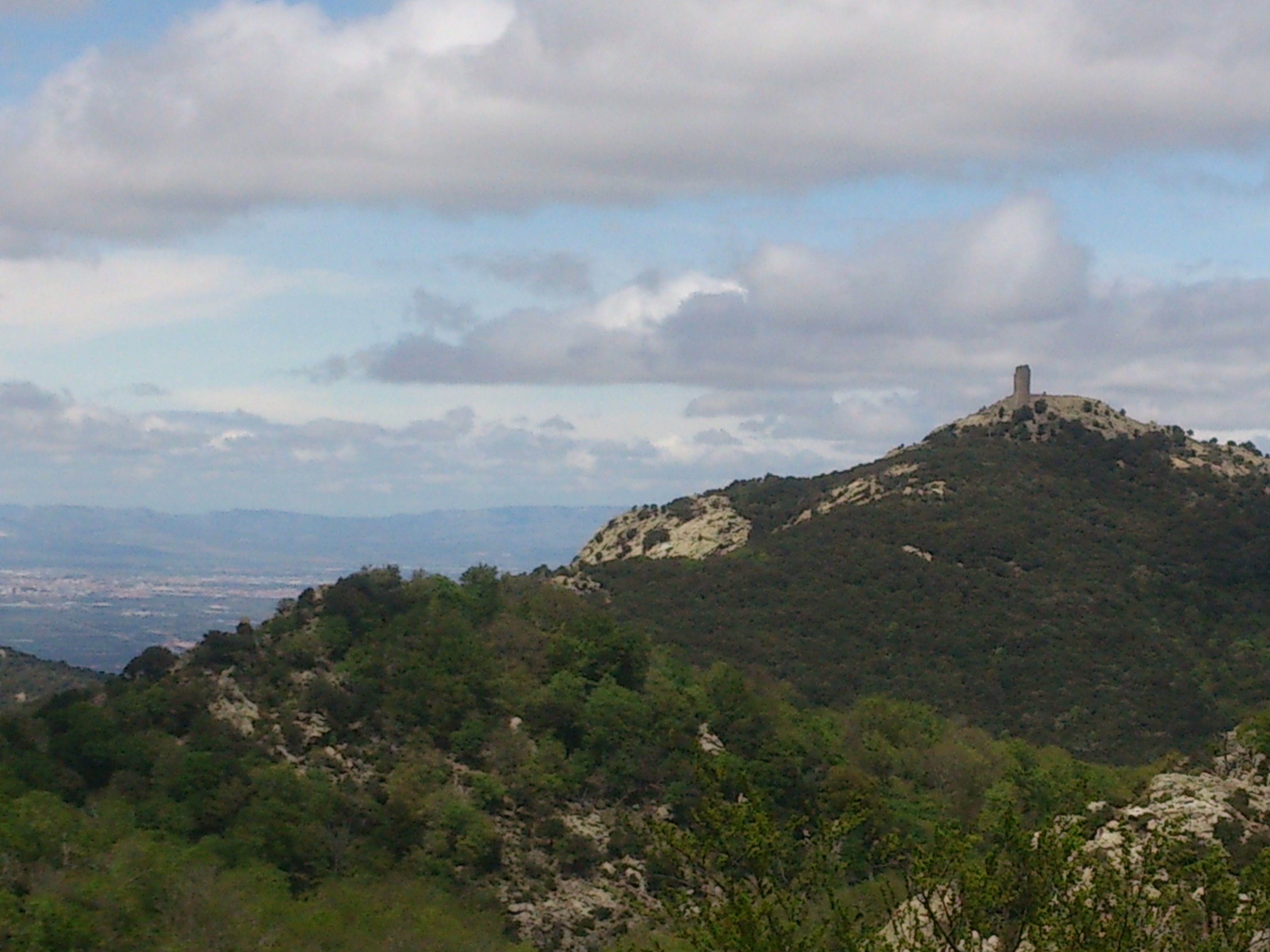
Foto que mostra la continuïtat forestal de la Reserva N.F.

El bosc de la Maçana forma part dels boscos més antics de la conca mediterrània. La persistència d'espècies de repartició terrena com Anthaxia midas ssp. oberthuri (Coleoptera, Buprestidae) és un bon indicador de continuïtat ecològica des de temps molt antics. L'estudi dels carbons de fusta, palesa la presència del faig (Fagus sylvatica) fa més de 5500 anys. En canvi l'avet (Abies sp.), sembla haver desaparegut fa més de 1700 anys. Més recentment, els mapes elaborats a partir del segle xviii mostren que la presència d'una coberta forestal ha estat contínua en aquest sector de l'Albera, malgrat que hi havia una superfície més gran de zones obertes, a causa d'una presència més important del bestiar que la d'avui dia, fins a finals del segle xix.

### L'aïllament de la Serra de l'Albera
Tot i que la Serra de l'Albera forma part de l'eix axial dels Pirineus, es troba clarament separada de la serralada principal pel coll del Pertús (290 m). La fageda de l'Albera es troba envoltada per una espès cinturó de vegetació mediterrània, a uns 10 km de les primeres fagedes del Vallespir. Aquesta situació de pseudoinsularitat afavoreix el procés d'especiació i explica la taxa elevada d'endemismes que té el massís de l'Albera.

## Un laboratori natural per experimentar, estudiar i comprendre

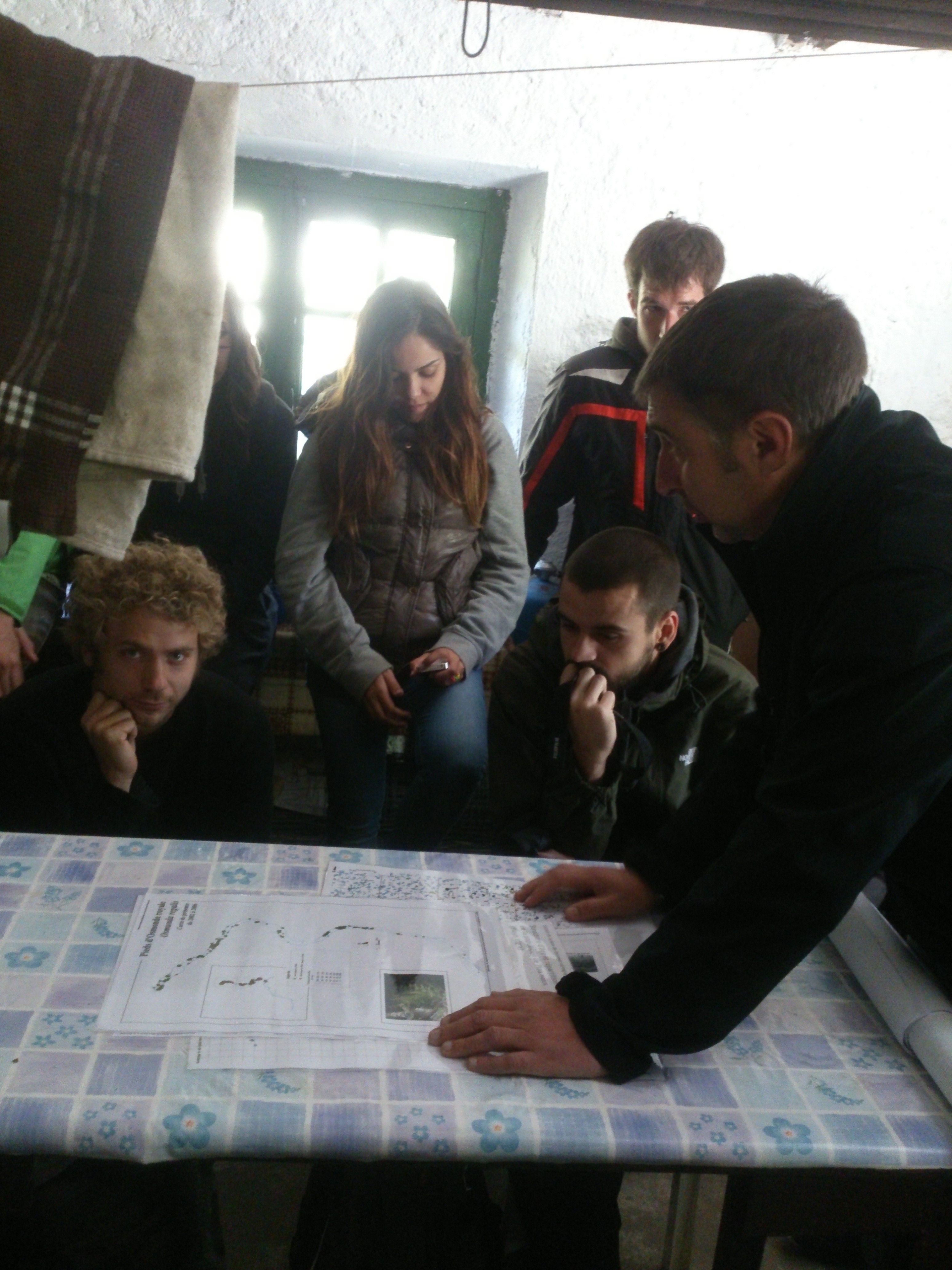
Explicacions sobre mapa del tècnic de la Reserva N.F.

La Maçana constitueix un model per estudiar el funcionament natural d'un bosc, els processos de vida i de mort d'un ecosistema forestal.Des del 1999, una cartografia forestal assistida per un sistema d'informació geogràfica permet el seguiment individual de prop de 50.000 arbres repartits en una superfície de 28,8 ha (9,4 ha de reserva integral, és a dir, protegida del bestiar, i 18,4 ha de bosc de ribera). En el marc d'aquest treball de cartografia, l'equip de gestió de la reserva ha fet l'inventari de tots els arbres de més de 30 cm d'alçada i de tots els troncs i branques a terra de més de 10 cm de diàmetre.
Aquesta base de dades s'actualitza en cada control, 2 o 3 vegades l'any, i permet d'estudiar la dinàmica natural i el funcionament d'un bosc abandonat a la seva sort, localitzar microhàbitats importants, seguir algunes espècies d'interès patrimonial i també comprendre la influència que el canvi global té en els processos ecològics.
El control dels casos de deperiment (dèficit foliar, atac de paràsits, etc.) i de mortalitat en correlació amb els enregistraments de l'estació meteorològica implantada en el bosc permet precisar quins són els efectes de les pertorbacions climàtiques sobre les masses forestals.
Els boscos vells protegits com el de la Maçana són, malauradament, massa poc nombrosos a Europa occidental. La riquesa i l'originalitat d'un bosc que no ha estat explotat des de fa més de 130 anys, com la Maçana, confirmen la necessitat de preservar aquests indrets excepcionals. Protegir aquests boscos naturals és protegir una part important de la biodiversitat forestal i també protegir un model d'estudi. Però no solament això; el bosc natural o salvatge, teatre de contes i llegendes, ocupa una plaça important en la nostra memòria col·lectiva.